# Octobre 2006

## Actualités du mois

### Dimanche1eroctobre 2006
- Diffusion du premier épisode de la série télévisée Dexter.

### Lundi2 octobre 2006
- France : sortie de l'album de Renaud intitulé Rouge Sang un double CD comprenant 24 titres dont « Les bobos », déjà paru sur un single et « Elle est facho » qui, à l'approche de la  présidentielle, crée une polémique (« ...elle vote Sarko... »)
- Les Américains Andrew Z. Fire et Craig C. Mello remportent le Prix Nobel de médecine 2006.

### Mardi3 octobre 2006
- John C. Mather et George Fitzgerald Smoot remportent le prix Nobel de physique pour leurs recherches sur le fond diffus cosmologique.

- Une tempête tout à fait inattendue ravage la côte aquitaine en début de matinée. 166 km/h au Cap Ferret, 153 km/h à Biscarrosse.

### Mercredi4 octobre 2006
- Création du drapeau du Lesotho
- Fondation de WikiLeaks
- Sortie de l'album Back to Black d'Amy Winehouse

### Jeudi5 octobre 2006
- Mise à jour, à proximité du Zocalo, d'un autel et d'un monolithe aztèques du XVe siècle faisant partie du Templo Mayor.

### Samedi7 octobre 2006
- assassinat d'Anna Politkovskaïa à Moscou.

### Lundi9 octobre 2006
La Corée du Nord a procédé à un essai nucléaire. Elle renoncera à son armement nucléaire à la suite de l'accord de Pékin du 13 février 2007.

### Mercredi11 octobre 2006
- France : accident ferroviaire de Zoufftgen, à Zoufftgen Moselle, à la frontière franco-luxembourgeoise entre un train de voyageurs et un train de fret. La collision frontale de deux trains fait six morts et deux blessés graves.

### Jeudi12 octobre 2006
- L'assemblée adopte un texte qui punit la négation du génocide Arménien

### Vendredi13 octobre 2006
- Onu : le ministre sud-coréen des Affaires étrangères Ban Ki-moon a été officiellement désigné par acclamation à  l'assemblée générale de l'organisation comme futur Secrétaire général, en remplacement du ghanéen Kofi Annan. Il doit prendre ses fonctions le 1er janvier 2007.
- Le Bangladais Muhammad Yunus, surnommé « le banquier des pauvres », reçoit le Prix Nobel de la paix en tant que créateur du microcrédit dans la péninsule indo-bangladaise.
- Le lanceur européen Ariane 5 ECA met sur orbite les satellites DirecTV 9S et Optus D1 ainsi que du démonstrateur technologique japonais LDRex 2.
- Naissance de l'État Islamique en Irak.

### Samedi14 octobre 2006
- Le Conseil de sécurité des Nations unies approuve les sanctions imposées à la Corée du Nord en réponse à son essai nucléaire.

### Dimanche15 octobre 2006
- Les résultats du premier tour de scrutin présidentiel, lors des élections générales équatoriennes indiquent que le magnat de la banane Álvaro Noboa affrontera son rival de gauche, l'économiste Rafael Correa dans un second tour à la présidence du pays en novembre prochain.
- L'élément chimique au numéro atomique 118, désigné de façon temporaire Ununoctium, a été synthétisé à Dubna, en Russie.

### Lundi16 octobre 2006
- Sortie de l'album Upon the Bridge du groupe de Reggae Roots Californien Groundation.
- Sortie de l'album Wow du groupe Rock Superbus.

### Vendredi20 octobre
- Des dignitaires religieux chiites et sunnites irakiens ont signé le document de La Mecque qui appelle notamment à l’arrêt des tueries et exige la libération des otages, musulmans et non musulmans.

### Samedi21 octobre 2006
Sandy West, batteuse du groupe The Runaways, meurt d'un cancer du poumon à l'âge de 47 ans.

### Lundi23 octobre 2006
- Une tempête passe sur la moitié nord de la France. 141 km/h à Saint-Sauveur (source meteociel.fr)

### Mercredi25 octobre 2006
- Argentine : deux procureurs demandent l'arrestation de l'ancien président iranien Hachemi Rafsandjani et de sept autres hauts responsables iraniens après l'attentat à la bombe meurtrier contre un centre culturel juif à Buenos Aires en 1994.

### Jeudi26 octobre 2006
- Niger : le gouvernement nigérien veut expulser rapidement 100 000 Arabes mahamides vers leur pays d’origine, le Tchad. Les neuf députés arabes du parlement nigérien ont condamné la « décision irréfléchie » du gouvernement, qui « aura des conséquences désastreuses pour la sécurité et la stabilité de notre pays ».

### Vendredi27 octobre 2006
- Mexique, révolte d'Oaxaca : des hommes, supposément armés par le gouverneur Ulises Ruiz Ortiz, ont tiré sur les barricades de l’APPO dans la ville d'Oaxaca de Juárez : 4 morts et 20 blessés par balle ou arme blanche, dont un journaliste d'Indymedia. S'ensuit l'Occupation d'Oaxaca de Juarez par la police fédérale préventive, une brigade de l'État du Mexique et non plus de l'État d'Oaxaca.

Première diffusion de l'émission Man Vs Wild sur télévision.

### Samedi28 octobre 2006
- Vicente Fox ordonne l'envoi de policiers fédéraux à Oaxaca de Juárez pour mettre fin au conflit qui oppose l'APPO au gouvernement d'Ulises Ruiz Ortiz.

### Dimanche29 octobre 2006
- Le vol 53 de l’Aviation Development Company Airlines s'est écrasé peu après le décollage de l'aéroport international de Nnamdi Azikiwe à Abuja au Nigéria, vers 11:00 heure UTC.

### Naissance
- 22 octobre : Sheika Scott, footballeuse internationale costaricienne.

### Décès
- Maria Haller, diplomate angolaise (° 1923).